# Livezile (gmina w okręgu Bistrița-Năsăud)
Livezile – gmina w Rumunii, w okręgu Bistrița-Năsăud. Obejmuje miejscowości Cușma, Dorolea, Dumbrava, Livezile i Valea Poenii. W 2011 roku liczyła 4250 mieszkańców.